# Сневани снегови
Сневани снегови (мађ. Álom hava) је филм из 2017. године урађен у копродукцији Србије и Мађарске у режији и по сценарију Золатана Бичкеиа.
Филм је своју премијеру имао 30. марта 2017. године у Мађарској, а 21. априла 2017. године у Србији.

## Радња
Године 1680. у доба сневаних снегова након најезде Турака, у пустоши испражњене Бачке, нема нигде никог на више дана хода. Међу рушевним зидовима монументалне опустеле цркве, која нема свода појављује се Дугајлија, Хроми и Једнооки, који су се ослободили турског ропства, у потрази су за давно изгубљеном домајом. 
Како обновити несталу цивилизацију? Шта је лични задатак преживелих? Кад нема "свода" распад је неминован. Узалуд се појављује баштиник старих знања, Старина, и његова кћи, који покушавају деобом семена за сетву да спасу заједницу од расипања.